# Maria-Elisabeth Overdick-Gulden
Maria-Elisabeth Overdick-Gulden (* 1931 in Tauberbischofsheim; † 14. Januar 2019) war eine deutsche Internistin und Lebensrechtlerin.

## Leben
Sie studierte Humanmedizin in Freiburg im Breisgau und Würzburg. Sie legte 1957 das Staatsexamen ab und promovierte zur Dr. med. am 5. Februar 1959. Danach war sie am Kreiskrankenhaus Düren tätig, zuletzt als Oberärztin in der Abteilung für Innere Medizin.
In den 1960er-Jahren reiste sie zudem zusammen mit ihrem Mann, dem Architekten Franz Overdick, nach Tansania, wo beide in der Entwicklungsarbeit tätig waren. Nach der Krankenhauszeit machte sie sich selbstständig und führte über viele Jahre in Düren eine Praxis als Internistin. 1986 übersiedelte das Ehepaar nach Trier, wo sie Philosophie und Theologie an der Universität und Theologischen Fakultät Trier studierte. Sie war Mitglied der Ärzte für das Leben und der Aktion Lebensrecht für Alle.
2000 wurde sie Doktorin der Theologie honoris causa der Theologischen Fakultät Trier. Am 19. November 2007 ernannte Papst Benedikt XVI. sie zur Dame des Silvesterordens.

## Schriften (Auswahl)
- Histochemische Untersuchungen zum Succinodehydrasegehalt der Nebenniere. Würzburg 1959, OCLC 720169961.
- Unbehindert und schön wie Apoll? Reflexionen zum Thema Behinderung. Kevelaer 1997, ISBN 3-7666-0069-9.
- als Herausgeberin mit Ingolf Schmid-Tannwald: Vorgeburtliche Medizin zwischen Heilungsauftrag und Selektion. München 2001, ISBN 3-88603-754-1.
- mit Renate Brandscheidt, Johannes Brantl und Werner Schüßler: Herausforderung „Mensch“. Philosophische, theologische und medizinische Aspekte. Paderborn 2012, ISBN 3-506-77628-2.